# Slavia Praha
Sportovní klub Slavia, spolek (dnešní název), běžně označovaný jako Slavia Praha nebo jen Slavia, je pražský sportovní klub. Byl založen 2. listopadu 1892 jako Akademický cyklistický odbor Slavie (zkratka "ACOS"). K cyklistice se později přidávaly další a další sporty.
Dnes spolek sdružuje tyto sporty:
- ASK Slavia Praha – atletický klub

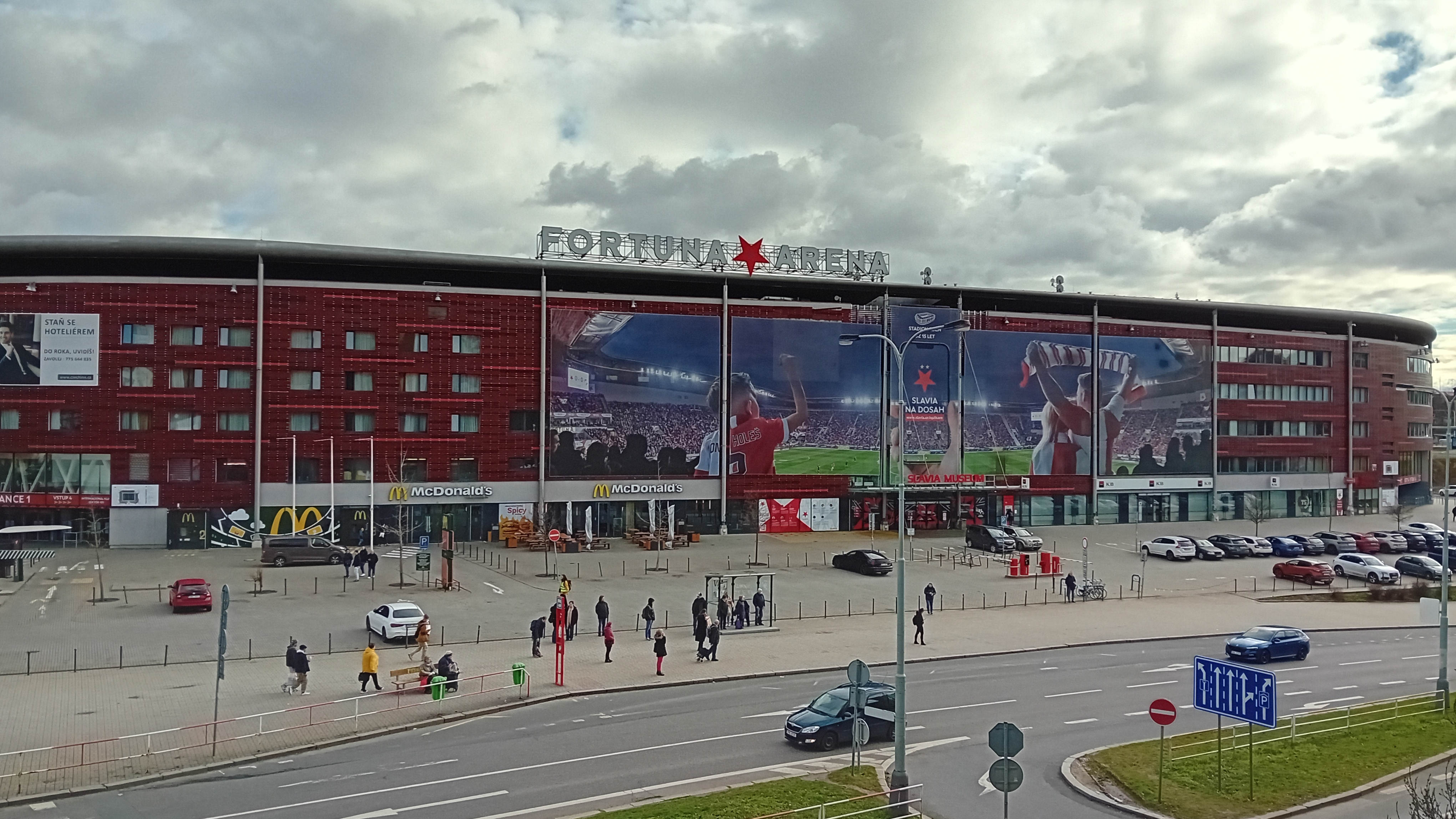
Venkovní pohled na stadion v roce 2024

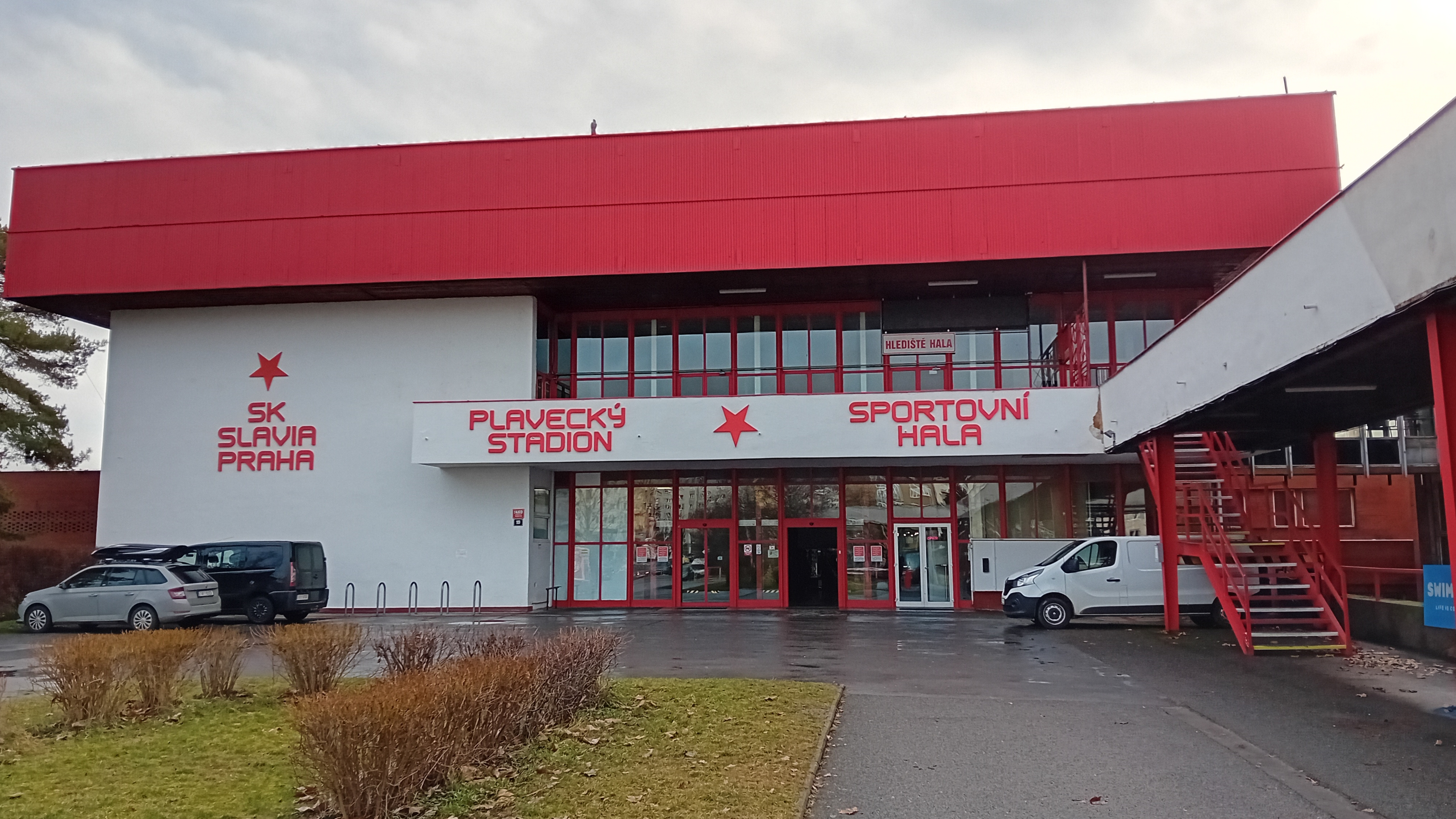
Komplex s plaveckým stadionem

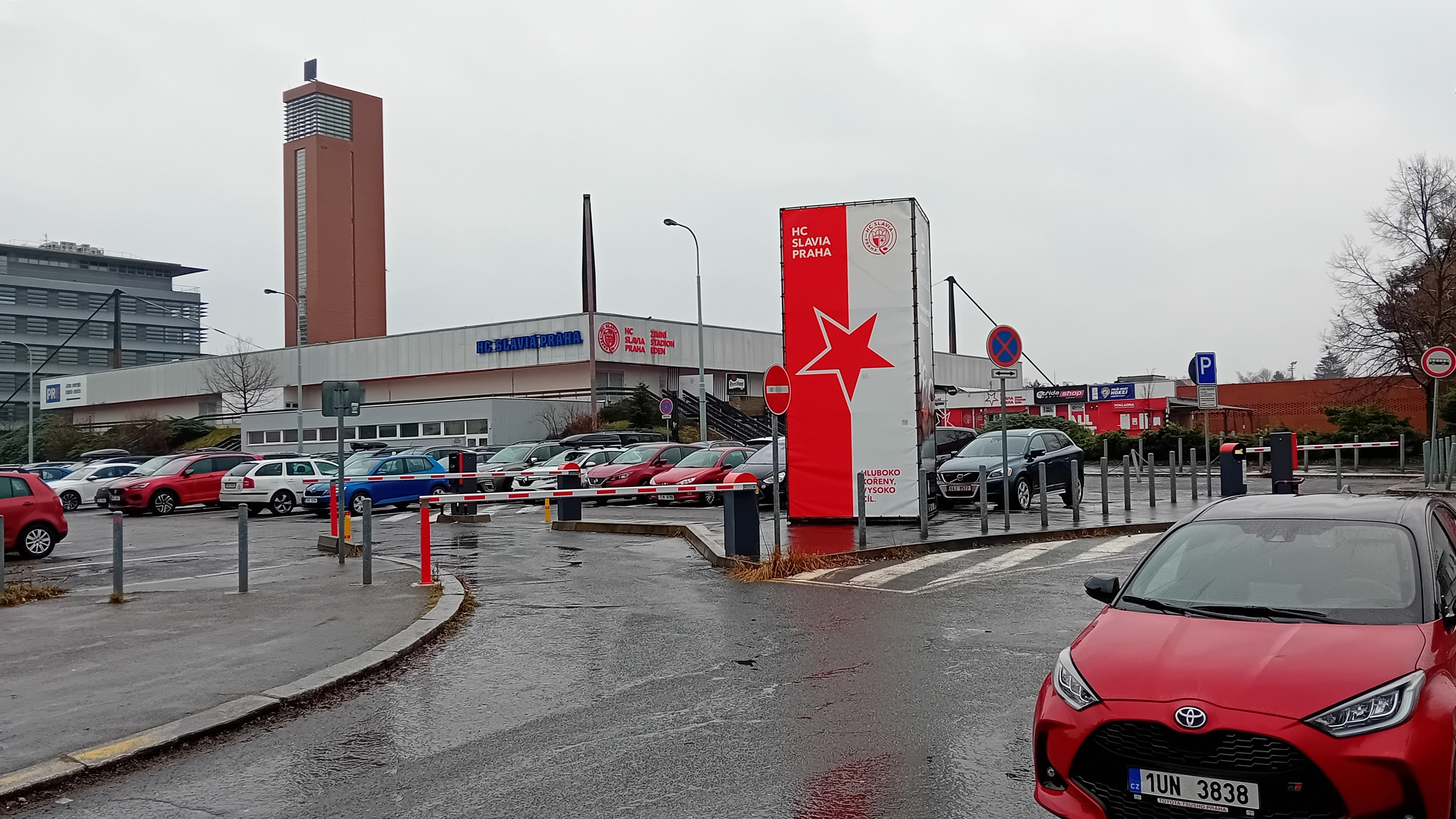
Zimní stadion

- BK Slavia Praha – mužský basketbalový klub
- BLK Slavia Praha – ženský basketbalový klub
- DHC Slavia Praha – ženský házenkářský klub
- FBC Slavia Praha - florbalový klub
- HC Slavia Praha – klub ledního hokeje
- HC Slavia Praha (ženy) – zaniklý ženský klub ledního hokeje a hokejbalu
- IHC Slavia Praha – klub in-line hokeje
- Klub cyklistů Slavia Praha – cyklistický klub
- Klub kanoistů Slavia Praha – kanoistický klub
- LC Slavia Praha – lakrosový klub
- OOB Slavia Praha – klub orientačního běhu
- RC Slavia Praha – ragbyový klub
- SK Slavia Praha – fotbalový klub
- SK Slavia Praha „B“ – rezervní fotbalový klub
- SK Slavia Praha (ženy) – ženský fotbalový klub
- SK Slavia Praha – juniorský tým – mládežnický fotbalový klub
- SK Slavia Praha (futsal) – futsalový klub
- SK Slavia Praha (lukostřelba) – lukostřelecký klub
- SK Slavia Praha (padel) – padelový klub
- SK Slavia Praha (plavání) – plavecký klub
- SK Slavia Praha (pozemní hokej) – klub pozemního hokeje
- SK Slavia Praha (skoky do vody) – klub skoků do vody
- SK Slavia Praha (vodní pólo) – klub vodního póla
- SK Slavia Praha (volejbal ženy) – ženský volejbalový klub
- VK Slavia Praha – veslařský klub
- TK Slavia Praha – tenisový klub

Slavia VŠ Praha byly dva kluby:
- USK Praha – mužský basketbalový klub, pod tímto názvem působil v letech 1953–1991
- ZVVZ USK Praha – ženský basketbalový klub, pod tímto názvem působil v letech 1953–1991